# Slaviša Đukanović
Slaviša Đukanović (Belgrado, 3 de mayo de 1979) es un exjugador de balonmano serbio que jugó de portero. Su último equipo fue el Pays d'Aix HB. Fue un componente de la Selección de balonmano de Serbia.

## Clubes
- RK Priboj ( -2002)
- Cavigal Nice (2002-2004)
- Saint-Marcel Vernon (2004-2006)
- Girondins de Burdeos HBC (2006-2007)
- Saint-Raphaël VHB (2007-2017)
- Pays d'Aix HB (2017)